# Alland’Huy-et-Sausseuil
Alland’Huy-et-Sausseuil – miejscowość i gmina we Francji, w regionie Grand Est, w departamencie Ardeny.
Według danych na rok 1990 gminę zamieszkiwało 217 osób, a gęstość zaludnienia wynosiła 25 osób/km².